# Calytheca elongata
Calytheca elongata là một loài bọ cánh cứng thuộc chi Calytheca trong họ Ptinidae.